# Evyap
Evyap (укр. Ев'яп) — турецька компанія з виробництва засобів особистої гігієни. Вона розпочала свою діяльність з виробництва мила в Ерзурумі в 1927 році, а потім продовжила додавати до переліку виробництва багато нових категорій товарів, таких як гель для душу, шампунь, засоби для гоління, засоби по догляду за шкірою, ароматизована косметика, дитячі пелюшки та зубна паста. Evyap входить до 100 найбільших промислових компаній Туреччини з 4500 співробітниками. Вона експортує значну частину мила та засобів особистої гігієни з Туреччини та транспортує свою продукцію до більш ніж 100 країн. Окрім найбільшого у світі заводу з виробництва масляної хімії, відкритого в Малайзії, а також інших заводів, розташованих у Туреччині та Єгипті, Evyap здійснює виробничі операції у 3 різних країнах світу відповідно до європейських стандартів.

## За кордоном
Окрім виробничих потужностей Evyap у Туреччині та єгипетських потужностей, які почали працювати у 2002 році та розпочали виробництво у 2014 році; існує Малайзійський виробничий комплекс, який є одним з найбільших у світі олеохімічних заводів. У категорії особистого прибирання та гігієни Evyap зустрічає споживачів у широкій географії від Європи до Центральної Азії, від Росії та України до Близького Сходу, від Північної Африки до Північної Америки.

## Центр досліджень і розробок Evyap
Науково-дослідний центр Evyap проводить науково-дослідні роботи у сфері споживчих товарів, зосереджені на особистому прибиранні та догляді. Науково-дослідний підрозділ Evyap, яким було вирішено керувати окремо в 1989 році, позиціонували як науково-дослідний центр у 2014 році.[джерело?] Станом на кінець 2014 року Evyap була першою компанією, яка отримала сертифікат R&D Center у сфері косметики від Міністерства науки, промисловості та технологій[джерело?].

## Електронна комерція
Evyap почав пропонувати свою продукцію споживачам через канали онлайн-продажів у 2018 році. У листопаді 2019 року було створено EvyapShop.com, де продукція Evyap пропонується безпосередньо споживачам. Більше 500 товарів брендів Evyap, таких як Duru, Arko Men, Arko Nem, Evy Baby, Fax, Activex, Emotion, Privacy, First Class, Blade, Gibbs, Bellissima і Sanino знаходяться на сайті електронної комерції Evyap.

## Порт
У Eyap також знаходиться Evyapport, 4-й за величиною приватний порт Туреччини[джерело?]. У 2003 році для підтримки логістичних процесів, таких як зберігання та відвантаження сировини, необхідної для компаній групи, центр міста Коджаелі 10 Evyapport, який був створений в районі Кіразліяли, в одному кілометрі на захід від міста, став однією з важливих інвестицій, які сьогодні відповідають логістичним потребам турецької промисловості. Маючи площу причалів 1171 метр і глибину води 18,5 метрів, Evyapport містить контейнерний термінал, танковий термінал і термінал проектно-генеральних вантажів на площі 265 000 м².

## Бренди

### Duru
Першим продуктом під маркою Duru було мило, випущене у 1967 році. У середині 1970-х асортимент продукції бренду Duru досяг понад 20 одиниць. Згодом до мила додалися такі побічні продукти, як одеколон, шампунь і гель для душу. У 1978 році був здійснений перший експорт на Кіпр. Через рік продукція Duru вийшла на ринок Ірану. Асортимент продукції бренду Duru, який почав обслуговувати свою нову фабрику в Аязазі в 1980 році, сьогодні зосереджений на твердому та рідкому милі в категорії догляду за руками, а також на твердому милі та гелях для душу в категорії догляду за тілом. Бренд підтримується програмою Turquality та виробляється і продається на трьох континентах по всьому світу.

### Fax
Бренд Fax представлений на ринку в двох категоріях: тверде та рідке мило. Перша закордонна реклама марки Fax, яка експортувалася в багато країн, почалася в 1992 році, і сьогодні засоби по догляду за волоссям і порожниною рота продаються за кордоном під брендом Fax.

### Arko

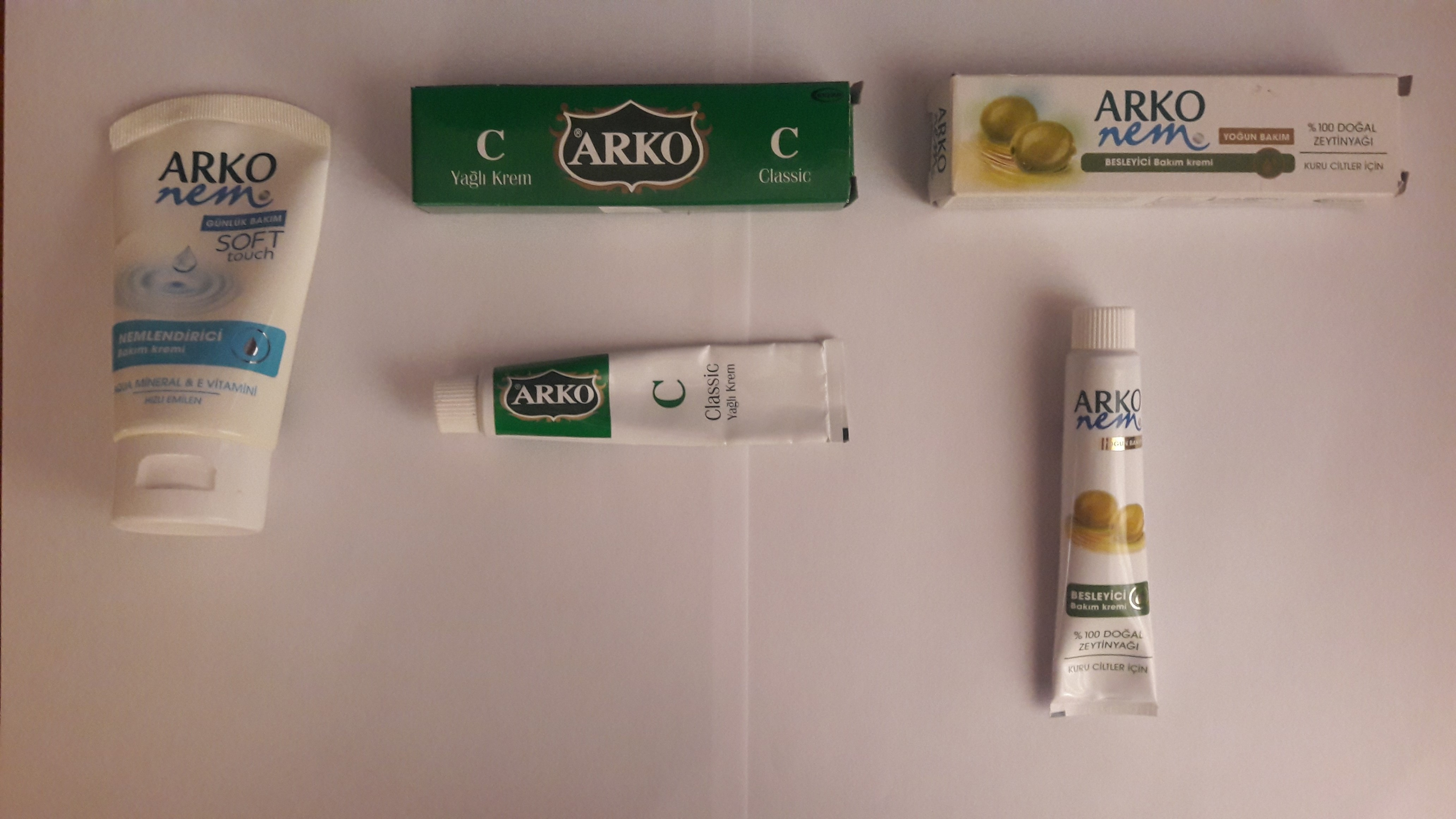
Різні продукти Arko та Arko Nem

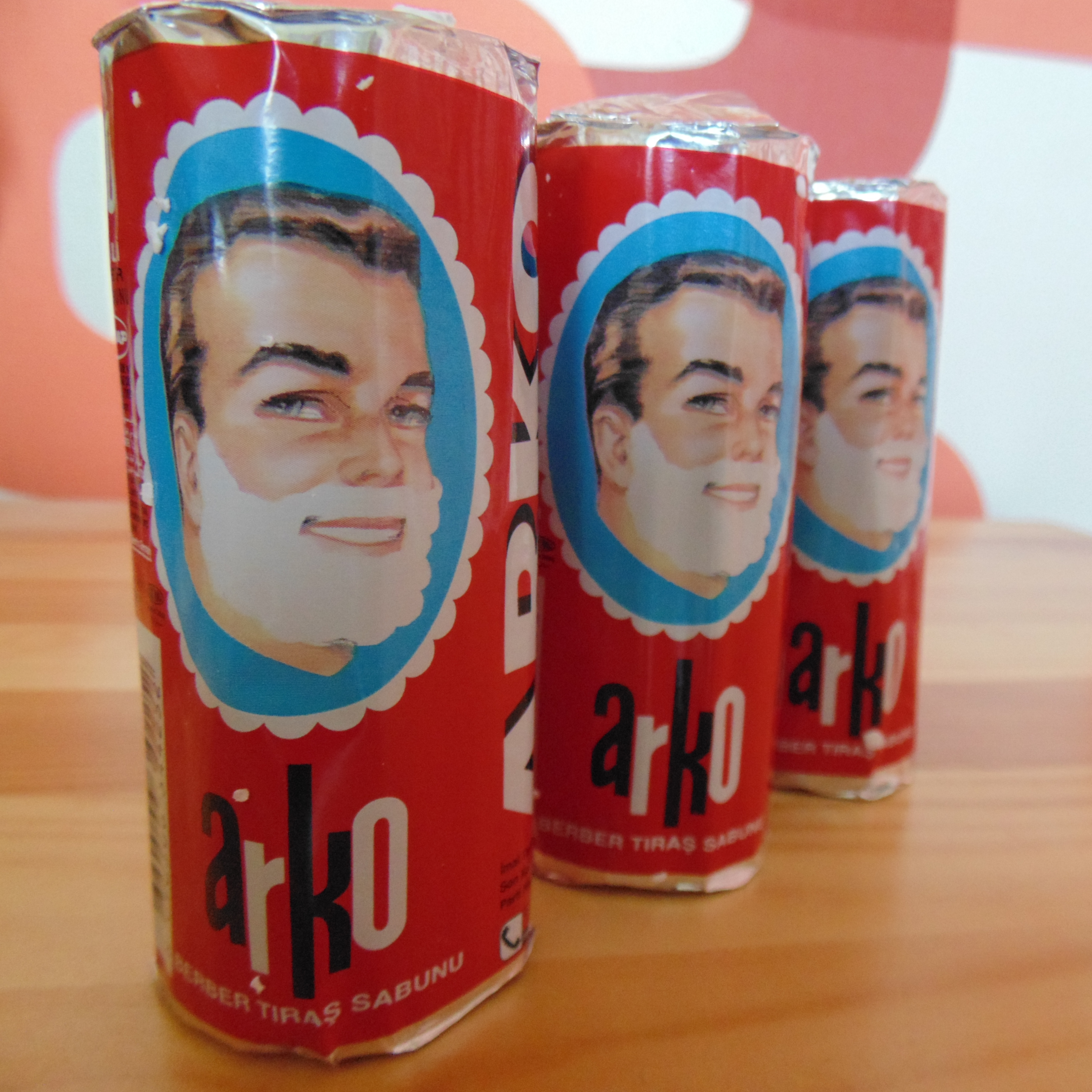
Мило для гоління Arko марка 1957 року

Ще один бренд Evyap, який підтримується програмою Turquality, Arko, присутній на ринку з двома суббрендами: Arko Nem і Arko Men. Бренд чоловічої косметики Arko Men працює в категоріях препаратів для гоління, бритв, засобів для догляду після гоління та гелів для душу. Arko Men продається в 64 країнах.
Arko Nem, навпаки, працює у сфері кремів для догляду за руками та тілом. Arko Nem продається в 26 країнах, крім Туреччини.

### Activex
Activex, який був представлений у січні 2009 року, включає антибактеріальні продукти, такі як рідке мило, тверде мило, вологі серветки, гель для душу та гель для чищення рук. Activex експортується в широку географію.

### Evy Baby
Бренд підгузників Evy Baby, який почав вироблятися в 2003 році, експортується в понад 50 країн.

### Diğer
- Gibbs
- Privacy
- Emotion
- Blade
- Bellissima
- First Class
- Soft Touch
- Sanino